# Maixabel
Maixabel is een Spaanse film, geregisseerd door Icíar Bollaín, met hoofdrollen voor Blanca Portillo en Luis Tosar. 
De film ging op 18 september 2021 in première op het Filmfestival van San Sebastián.

## Verhaal
De film vertelt het, op een waargebeurd gebaseerde verhaal van Maxaibal, een weduwe van de voormalige gouverneur van Baskenland Juan Mari Jauregui, die ermee instemt een van de ETA-leden te ontmoeten die haar man hebben vermoord.

## Rolverdeling
| Acteur          | Personage     |
| --------------- | ------------- |
| Blanca Portillo | Maixabel Lasa |
| Luis Tosar      | Etxezarreta   |
| María Cerezuela | María         |
| Urko Olazabal   | Luis          |
| Bruno Sevilla   | Luichi        |

## Productie
In februari 2021 werd bekendgemaakt dat Icíar Bollaín was begonnen aan de productie van haar nieuwe film Maixabel, met Blanca Portillo in de titelrol. Luis Tosar, met wie Bollaín drie keer eerder samenwerkte, was gecast als haar tegenspeler. De filmmuziek wordt gecomponeerd door Alberto Iglesias. De opnames begonnen op 8 februari 2021 in de provincies Gipuzkoa en Álava in het noorden van Spanje.

## Release
De film ging op 18 september 2021 in première op het Filmfestival van San Sebastián, waar de film deelnam aan de internationale competitie om de Gouden Schelp. Het is de vierde keer dat Icíar Bollaín deelnam aan de internationale competitie, nadat haar films Te doy mis ojos (2003), Mataharis (2007) en Yuli (2018) eerder hadden deelgenomen.

## Ontvangst

### Recensies
Op Rotten Tomatoes geeft 100% van de 6 recensenten de film een positieve recensie, met een gemiddelde score van 7,30/10.

### Prijzen en nominaties
| Jaar | Evenement                    | Categorie                | Genomineerde                                 | Resultaat   |
| ---- | ---------------------------- | ------------------------ | -------------------------------------------- | ----------- |
| 2021 | San Sebastián (69ste editie) | Gouden Schelp            | Maixabel                                     | Genomineerd |
| 2021 | LIFF (16e editie)            | Publieksprijs            | Maixabel                                     | Gewonnen    |
| 2022 | Goya (36ste uitreiking)      | Beste film               | Maixabel                                     | Genomineerd |
| 2022 | Goya (36ste uitreiking)      | Beste regisseur          | Icíar Bollaín                                | Genomineerd |
| 2022 | Goya (36ste uitreiking)      | Beste acteur             | Luis Tosar                                   | Genomineerd |
| 2022 | Goya (36ste uitreiking)      | Beste actrice            | Blanca Portillo                              | Gewonnen    |
| 2022 | Goya (36ste uitreiking)      | Beste mannelijke bijrol  | Urko Olazabal                                | Gewonnen    |
| 2022 | Goya (36ste uitreiking)      | Beste debuterend actrice | María Cerezuela                              | Gewonnen    |
| 2022 | Goya (36ste uitreiking)      | Beste origineel scenario | Icíar Bollaín, Isa Campo                     | Genomineerd |
| 2022 | Goya (36ste uitreiking)      | Beste montage            | Nacho Ruiz Capillas                          | Genomineerd |
| 2022 | Goya (36ste uitreiking)      | Beste artdirector        | Mikel Serrano                                | Genomineerd |
| 2022 | Goya (36ste uitreiking)      | Beste productiemanager   | Guadalupe Balaguer Trelles                   | Genomineerd |
| 2022 | Goya (36ste uitreiking)      | Beste geluid             | Alazne Ameztoy, Juan Ferro, Candela Palencia | Genomineerd |
| 2022 | Goya (36ste uitreiking)      | Beste kostuums           | Clara Bilbao                                 | Genomineerd |
| 2022 | Goya (36ste uitreiking)      | Beste grime en haarstijl | Karmele Soler, Sergio Pérez Berbel           | Genomineerd |
| 2022 | Goya (36ste uitreiking)      | Beste filmmuziek         | Alberto Iglesias                             | Genomineerd |